# Strobilanthes assimulatus
Strobilanthes assimulatus är en akantusväxtart som beskrevs av Spencer Le Marchant Moore. Strobilanthes assimulatus ingår i släktet Strobilanthes och familjen akantusväxter. Inga underarter finns listade i Catalogue of Life.